# Disco de Ouro (programa de televisão)
Disco de Ouro foi um programa de televisão brasileiro exibido pelo SBT entre 1 de dezembro de 2002 e 2 de março de 2003, aos domingos.
Com apresentação de Gugu Liberato, o programa era essencialmente musical, aos mesmos moldes do Sabadão/Sabadão Sertanejo, que Gugu também apresentava na emissora.
O programa saiu do ar em março de 2003, como resultado de cortes na emissora. 